# 동성로축제
동성로축제는 대구광역시 중구 동성로에서 개최하는 축전이다.

## 개요
1990년 5월 첫 막을 올린 동성로축제는 순수 민간이 주도하는 축제의 성공적인 모델로 대구를 대표하는 축제로 자리잡아 2008년과 2009년 연속 “대한민국대표축제대상”을 수상한 바 있으며, 그동안 동성로는 공공디자인사업(과거 한전배전관), 동성로 상설 야외무대 설치, 동성로 이면도로 정비 등 도심환경정비로 획기적으로 변모하여 문화창달과 상권 활성화에 기여하였다.
전통행사로 비산농악날뫼북춤, 경상감사행차(퍼레이드, 민속공연, 군의장대, 군악대, 교인식), 서예퍼포먼스, 가훈써주기 행사와 젋은이들이 선호하는 웨딩모델선발대회, 연예인초청음악회, 개막경축쇼, 뮤지컬갈라쇼, KOG행사, 신인가수 등용문인 동성로가요제 등 다양한 프로그램에 많은 관람객이 모여들어 축제를 통한 문화예술 향유의 기회를 제공하였다.

## 축제의 의의와 미래 지향적 방향
동성로축제는 단순한 지역 축제의 차원을 넘어 대구 시민들의 문화적 정서를 함양하고, 대중들에게 다양한 예술을 경험할 기회를 제공하는 중요한 문화 이벤트로 자리 잡고 있다. 이 축제는 대구의 젊음과 낭만이 넘치는 동성로라는 공간을 배경으로 하여 전통과 현대의 문화를 아우르는 다양한 프로그램을 통해 시민들이 함께 어울리고, 지역의 역사적, 문화적 가치를 되새기는 자리가 된다. 특히 동성로축제는 대구의 중심 상권인 동성로를 활성화하고, 지역민과 기업의 협력으로 지역 경제에 활력을 불어넣는 데에도 중요한 역할을 하고 있다.

## 주요 행사와 프로그램
축제는 매년 5월, 대구의 중심지에서 다양한 시민 참여 행사와 무대 행사를 통해 시민들과 관광객들에게 풍성한 볼거리를 제공한다. 주요 프로그램으로는 전통 민속공연과 퍼레이드, 서예 퍼포먼스, 웨딩모델 선발대회, 그리고 연예인 초청 음악회와 같은 현대적 감각의 무대 공연이 있다. 이러한 행사들은 대구 시민들뿐만 아니라 외부 관광객들도 적극적으로 참여할 수 있는 기회를 마련하며, 축제를 통한 공동체 의식 함양과 문화예술의 대중화를 목표로 하고 있다.

## 시민과 함께하는 문화공간
축제는 시민들이 주체적으로 참여할 수 있는 다양한 프로그램을 제공함으로써, 단순히 구경하는 것을 넘어 직접 체험하고 즐길 수 있는 문화 공간으로서의 역할을 다하고 있다. 예를 들어, 가훈 써주기 행사나 서예 퍼포먼스와 같은 전통적인 프로그램은 시민들이 우리 문화의 아름다움을 직접 체험하는 기회를 제공하며, 젊은이들이 참여할 수 있는 웨딩모델 선발대회나 동성로가요제는 신진 예술인들에게 새로운 기회의 장을 열어주는 역할을 하고 있다.

## 같이 보기
- 대한민국의 음악제 목록